# Бочковцы
Бочко́вцы (укр. Бочківці) — село в Топоровской сельской общине Черновицкого района Черновицкой области Украины.
До 2020 года входило в Хотинский район
Население по переписи 2001 года составляло 2004 человека. Почтовый индекс — 60021. Телефонный код — 3731. Код КОАТУУ — 7325080801.